# 弯嘴戴胜属
弯嘴戴胜属（学名：Rhinopomastus）是犀鳥目林戴胜科下的一个属。

## 命名歷史
本屬由蘇格蘭博物學家第七代阿普爾加思從男爵威廉·渣甸於1828年為其描述的鳥類建立，因單型而成為本屬的模式種，但該物種實際上已由法國鳥類學家路易·皮埃爾·維埃約命名為。其屬名是由古希臘語（羅馬化：rhī́s，意指「鼻孔」）及（羅馬化：põma、pōmatos，意指「遮蓋物」）組成。

## 下属物种
本属包括以下物种：
- 黑弯嘴林戴胜 Rhinopomastus aterrimus (Stephens, 1826)
- 弯嘴林戴胜 Rhinopomastus cyanomelas (Vieillot, 1819)
- 小弯嘴林戴胜 Rhinopomastus minor (Rüppell, 1845)